# Kendre Miller
Kendre Miller (Mount Enterprise, Texas; 11 de junio de 2002) es un jugador profesional estadounidense de fútbol americano, se desempeña en la posición de running back en New Orleans Saints, en la National Football League (NFL).

## Carrera
Hizo su debut profesional con el equipo New Orleans Saints, lleva jugando una temporada, comenzó en el 2023.